# 캔자스 주립 대학교
캔자스 주립 대학교(Kansas State University)는 미국 캔자스주 맨해튼의 주 캠퍼스가 있는 공립 연구 대학교이다. 1863년 랜드그랜트 대학교로서 개교하였으며, 이는 캔자스 주의 첫 고등공립교육기관이다. 2014년 가을 학기 기준으로 24,766명의 학생이 등록하였다.

## 역사
캔자스 주립 대학교의 원래 이름은 캔자스 주립 농업 칼리지(Kansas State Agricultural College)였으며 미국 남북 전쟁 중 모릴법 하의 랜드그랜트 대학교로서 1863년 2월 16일 맨해튼에서 설립되었다.